# Nymphargus anomalus
Nymphargus anomalus es una especie de anfibio anuro de la familia Centrolenidae.

## Distribución geográfica
Esta especie es endémica de la provincia de Napo en Ecuador. Habita en el río Azuela a 1740 m de altitud en la ladera este del volcán Reventador en la Cordillera Oriental.

## Descripción
El holotipo masculino mide 24.1 mm.

## Publicación original
- Lynch & Duellman, 1973 : A review of the centrolenid frogs of Ecuador, with descriptions of new species. Occasional Papers of the Museum of Natural History, University of Kansas, vol. 16, p. 1-66[5]